# Tchoukball
Tchoukball [pisownia oryginalna, wym. czukbol], lub czukbol (pisownia spolszczona) – bezkontaktowa zespołowa gra sportowa rozgrywana przez dwie drużyny z użyciem piłki (podobnej do piłki używanej w grze w piłkę ręczną) oraz dwóch specjalnych ram z naciągniętą siatką, które pełnią rolę bramek. Zasady gry w tchoukball wymyślił i opracował na początku lat 70. XX wieku szwajcarski biolog dr Hermann Brandt. Dr Hermann Brandt pragnął stworzyć grę będącą ogólnodostępną formą aktywności fizycznej, pozwalającą budować więzi społeczne, a przy tym wolną od licznych kontuzji, przejawów agresji i niesportowych zachowań, cechujących większość współczesnych dyscyplin zespołowych. Stworzył grę, w której bezpośredni kontakt pomiędzy zawodnikami jest zabroniony, ograniczając tym samym do minimum możliwość faulowania, a w konsekwencji wystąpienia kontuzji.

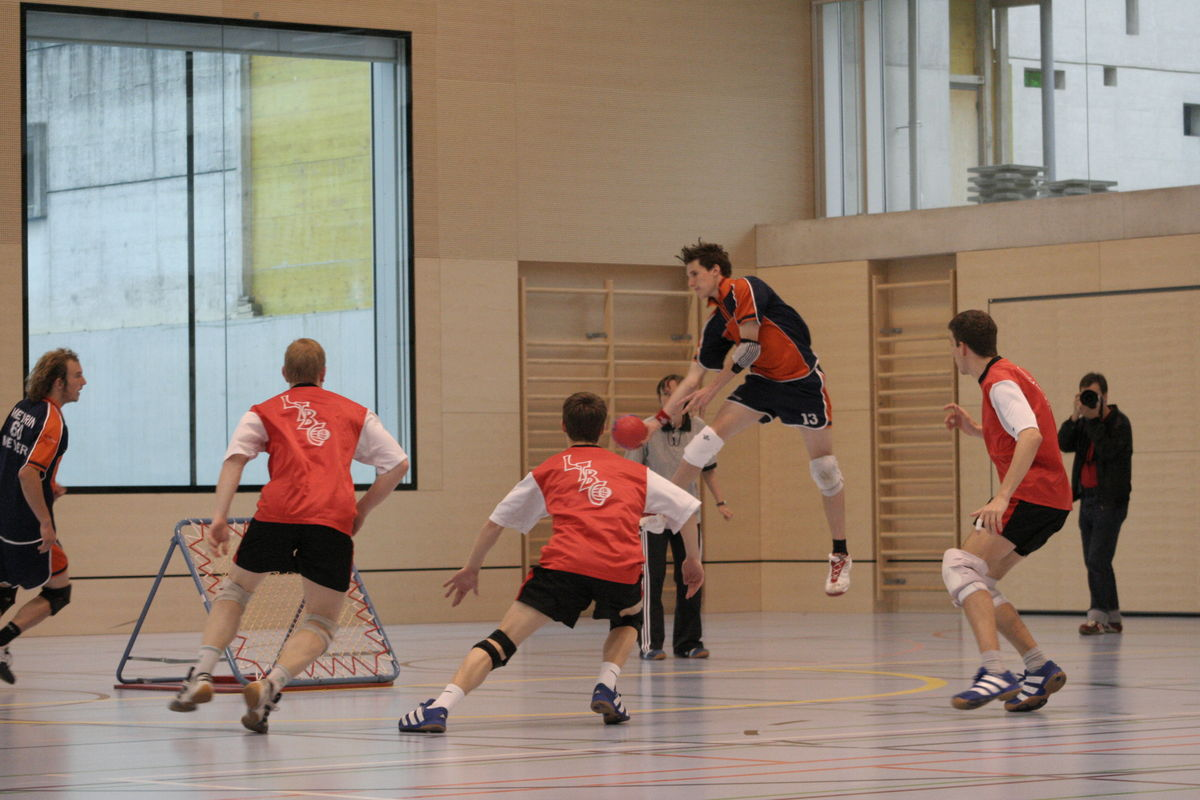
Gra w tchoukball.

## Historia
Swoje narodziny tchoukball zawdzięcza badaniom nad aktywnością fizyczną prowadzonym przez szwajcarskiego biologa doktora Hermanna Brandta. Dr Brandt zauważył, że wiele dyscyplin sportowych powoduje poważne urazy, które w dłuższej perspektywie zmuszają do przerwania uprawiania danej dyscypliny, a nawet mogą doprowadzić do trwałego kalectwa. Swoje przemyślenia zamieścił w książce pt. "Od wychowania fizycznego do sportu poprzez biologię", a następnie opublikował swój najgłośniejszy artykuł pt. "Naukowa krytyka gier zespołowych", za który w roku 1970 otrzymał prestiżową nagrodę Międzynarodowego Związku Wychowania Fizycznego FIEP. 
W swoim artykule dr Hermann Brandt zaprezentował sposoby na stworzenie idealnej gry zespołowej, przywiązując szczególną wagę do problemu wyeliminowania wszelkich urazów i kontuzji. Praktycznym wyrazem jego idei stała się, opracowana przez zespół dr Brandta, gra o nazwie tchoukball. Hermann Brandt zmarł w listopadzie 1972 roku, gdy wymyślona przez niego dyscyplina dopiero zaczynała się popularyzować.
Większość znanych dziś na całym świecie dyscyplin sportowych zaczynała skromnie i często przechodziła okresy wolnego rozwoju lub niemal zaniku. Tchoukball nie jest wyjątkiem. Obecnie wydaje się, że tchoukball najtrudniejszy etap ma już za sobą. W roku 1971 Szwajcaria i Francja tworzą Międzynarodową Federację Tchoukballu FITB z Hermannem Brandtem w roli prezydenta. W 1972 roku do FITB dołącza Wielka Brytania, a w roku 1976 udaje się zorganizować pierwszy międzynarodowy turniej z udziałem drużyn Francji, Szwajcarii i Wielkiej Brytanii. W latach 80. XX wieku tchoukball silnie rozwija się na Tajwanie, stając się trzecią najpopularniejszą dyscypliną sportową w tym kraju, czego potwierdzeniem jest liczba ponad 100 drużyn biorących regularnie udział w krajowych mistrzostwach tego kraju. W 1984 roku na Tajwanie odbywa się pierwszy międzynarodowy turniej tchoukballu organizowany przez FITB. Uczestniczą w nim federacje Francji, Japonii, Korei Południowej, Szwajcarii, Tajwanu i Wielkiej Brytanii. W 1989 roku tchoukball został pokazany na Igrzyskach Sportów Nieolimpijskich w Karlsruhe. W roku 2000, w trzydziestolecie istnienia tchoukballu, w Genewie zostają zorganizowane pierwsze mistrzostwa świata FITB przy udziale drużyn Brazylii, Francji, Szwajcarii, Tajwanu, Wielkiej Brytanii i Włoch. W Europie, w ostatnich latach, swój rozwój tchoukball zawdzięcza przede wszystkim aktywności federacji Szwajcarii i Wielkiej Brytanii. Obecnie tchoukball rozwija się bardzo dynamicznie we Włoszech.
Międzynarodowa Federacja Tchoukballu FITB regularnie powiększa szeregi swoich członków, przede wszystkim dzięki zaangażowaniu wolontariuszy poświęcających się popularyzacji tej dyscypliny sportu. Obecnie w skład FITB wchodzi 13 oficjalnych związków krajowych z Europy, Azji, Ameryki Południowej i Ameryki Północnej. Dodatkowo w 36 krajach ze wszystkich kontynentów pracują oficjalni przedstawiciele FITB promujący i nauczający gry w tchoukball.

## Filozofia gry
Twórca gry dr Hermann Brandt, tworząc tchoukball, pragnął aby była to gra o prawdziwie sportowym duchu, wolna od niezdrowej rywalizacji, agresji i innych wypaczeń typowych dla współczesnego sportu. Tchoukball miał być formą aktywności fizycznej, która zaspokaja nie tylko potrzeby fizyczne ale również psychiczne grających, a dodatkowo przyczynia się do budowy więzi społecznych. Dlatego dr Brandt opracował specjalny zestaw zasad obowiązujących każdego zawodnika oraz cech charakteryzujących grę w tchoukball. Zasady te zawarł w tzw. statucie tchoukballu (ang. tchoukball charter). Statut ten zawiera m.in. następujące punkty:
- gra w tchoukball wyklucza dążenie do zdobycia prestiżu zarówno indywidualnie, jak i drużynowo,
- szacunek należy się każdemu zawodnikowi i drużynie niezależnie od ich umiejętności i osiągniętego wyniku,
- gra wymaga pełnego zaangażowania poprzez ciągłą obserwację piłki oraz drużyny przeciwnej, osiągnięty wynik jest zawsze dziełem zespołowym co wzmacnia poczucie jedności drużyny i uczy doceniać wysiłek innych,
- głównym motywem zawodników ma być pragnienie pięknej gry, która motywuje ich do doskonalenia własnych umiejętności oraz zaniechania jakichkolwiek niesportowych zachowań wobec zawodników drużyny przeciwnej,
- mecz jest wydarzeniem społecznym, dla którego aktywność fizyczna jest jedynie środkiem.

## Zasady gry
W tchoukball można grać zarówno w hali jak i na otwartym powietrzu. Rozwinęła się również odmiana plażowa, charakteryzująca się nieco innymi przepisami.

### Wprowadzenie
Mecze tchoukballu rozgrywane są na boiskach o wymiarach 27 x 16 m (tolerancja: 26-29 x 15-17 m). Na boisku znajduje się siedmiu zawodników z każdej drużyny. Dodatkowo, w skład drużyny może wchodzić co najwyżej pięciu rezerwowych. Mecze plażowej odmiany tchoukballu rozgrywane są na boiskach o wymiarach 21 x 12 m (tolerancja: 21-23 x 11-13 m). Drużyna tchoukballu plażowego liczy pięciu zawodników na boisku oraz co najwyżej dwóch rezerwowych. Obowiązkowe jest pozostawienie jednometrowej strefy bezpieczeństwa poza wszystkimi liniami końcowymi boiska. Zalecana szerokość strefy bezpieczeństwa wynosi 2 m. 
Mecz tchoukballu rozgrywany jest w trzech częściach (tercjach), trwających po 15 minut każda, z maksymalnie 5-minutowymi przerwami pomiędzy nimi. Mecze tchoukballu plażowego nie są rozgrywane na czas, lecz do wygrania 2 setów. Wygranie seta oznacza zdobycie, dla drużyn męskich (odpowiednio: dla drużyn żeńskich), 21 (15) punktów w pierwszym i drugim secie meczu oraz 15 (11) punktów w trzecim secie. 

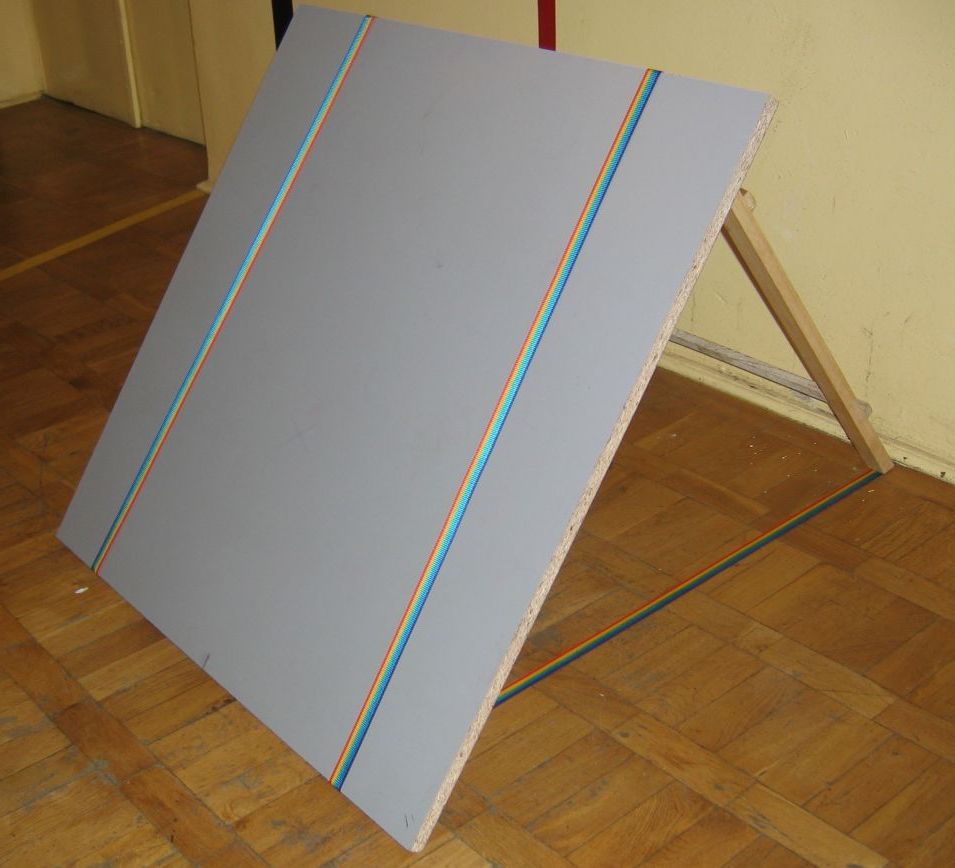
Amatorska, samodzielnie wykonana, drewniana bramka.

Na obydwu końcach boiska (krótszych bokach) ustawione są ramy z naciągnięta siatką pełniące rolę bramek, od których odbijana jest piłka. Bramki mają kształt kwadratu o boku 1 m i są ustawione pod kątem 55 stopni do podłoża. Przed bramkami znajdują się półokręgi o promieniu 3 m, stanowiące obszar zabroniony (tzw. obszar "D" lub pole bramkowe). Zawodnik, który trzymając piłkę dotknie stopą obszaru zabronionego popełnia błąd skutkujący utratą piłki na rzecz drużyny przeciwnej. Zawodnik może przebywać w strefie zabronionej tylko bezpośrednio po oddaniu rzutu na bramkę lub podaniu piłki. W szczególności, przechodzenie przez strefę zabronioną w celu przyjęcia pozycji do obrony jest niedozwolone.
Zgodnie z założeniami twórcy gry, tchoukball ma być szeroko dostępny dla społeczeństwa, dlatego dostosowywanie zasad gry, w szczególności rozmiarów boiska, liczby zawodników czy liczby bramek, do konkretnych warunków jest jak najbardziej wskazane, pod warunkiem, że nie zniekształca ono ducha gry, jaki był zamysłem dr. Hermanna Brandta.

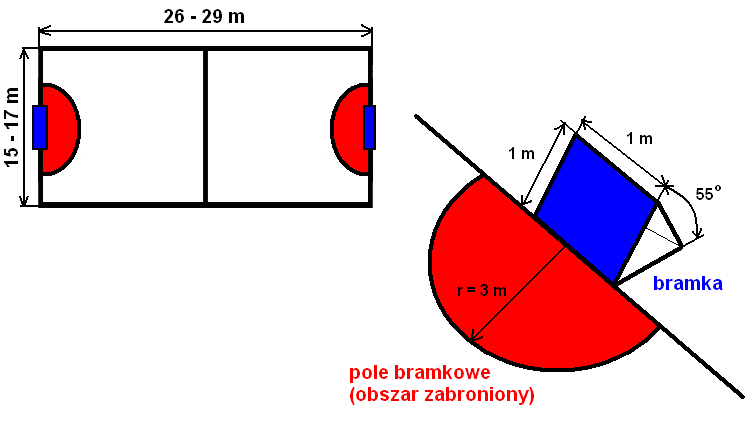
Boisko i ustawienie bramek

### Zdobywanie punktów
Zawodnik zdobywa punkt dla swojej drużyny gdy odbije piłkę od bramki w taki sposób, aby nie została ona złapana przez zawodnika drużyny przeciwnej przed dotknięciem podłoża w obrębie boiska (poza obszarem zabronionym) lub uderzy w nogi obrońcy.
Zawodnik zdobywa punkt dla drużyny przeciwnej gdy:
- oddając rzut na bramkę, nie trafi w bramkę,
- piłka po odbiciu od bramki opuści obszar boiska,
- piłka po odbiciu od bramki dotknie jego ciała,
- piłka przed lub po odbiciu od bramki dotknie powierzchni obszaru zabronionego.

### Błędy z gry
Zawodnik popełnia błąd z gry gdy:
- przemieszcza się dryblując (kozłując) piłką lub ją podrzucając,
- będąc w posiadaniu piłki dotknie podłoża stopą więcej niż trzy razy (złapanie piłki z jedną lub obiema stopami na podłożu oznacza jedno dotknięcie podłoża, tj. zawodnik może wykonać jeszcze tylko dwa kroki),
- przetrzymuje piłkę ponad trzy sekundy,
- przy chwytaniu i podawaniu piłki używa nóg,
- wykona czwarte z kolei podanie swojej drużyny,
- odda rzut na bramkę, na którą oddano trzy ostatnie rzuty,
- po wznowieniu gry odda rzut na bramkę zanim piłka przekroczy linię środkową boiska,
- trzymając piłkę dotknie obszaru zabronionego lub obszaru poza boiskiem,
- upuści piłkę, gdy została do niego podana,
- przechwyci, celowo lub nieumyślnie, podanie drużyny przeciwnej,
- złapie piłkę po odbiciu od bramki, gdy rzut (strzał) został oddany przez jego drużynę,
- uniemożliwia zawodnikom drużyny przeciwnej swobodne poruszanie się i podawanie piłki.

Po każdym błędzie zawodnika piłka przechodzi w posiadanie drużyny przeciwnej, która wznawia grę z miejsca w którym popełniono błąd - jest to rzut wolny. W tej sytuacji drużyna wykonująca rzut wolny musi wykonać co najmniej jedno podanie przed oddaniem rzutu na bramkę.

### Pozostałe zasady
Pozostałe, najważniejsze zasady gry (niektóre wynikają pośrednio z reguł podanych powyżej), to:
- połowy boiska nie są przypisane do żadnej z drużyn, każda drużyna może atakować dowolną bramkę,
- przechwytywanie podań lub przeszkadzanie zawodnikom atakującym jest niedozwolone,
- drużyna, która straciła punkt wznawia grę wrzucając piłkę (podając do innego zawodnika) zza linii końcowej boiska; wznowienie gry, nie będące rzutem wolnym, nie jest uznawane za podanie (drużyna może wykonać jeszcze trzy podania),
- jeśli piłka uderzy w metalową ramę bramki lub uderzy o elementy mocujące siatkę do ramy w taki sposób, że nieoczekiwanie zmieni tor lotu, nawet jeśli spadnie w dozwolonym obszarze boiska, drużyna atakująca nie zdobywa punktu. Takie odbicie uważane jest za błąd – piłkę przejmuje drużyna broniąca i wznawia grę w miejscu gdzie po odbiciu upadła piłka. Jeśli drużyna broniąca złapie piłkę gra toczy się dalej. W przypadku takiego "nieczystego" odbicia od bramki zasady dotyczące drużyny atakującej obowiązują tak samo jak przy odbiciu "czystym".

## Nazwa gry
Nazwa gry tchoukball [wym. czukbol] pochodzi od charakterystycznego dźwięku, który wydaje piłka odbijająca się od ramy (napiętej siatki). Dźwięk ten określono jako czuk i następnie wykorzystano do utworzenia nazwy dyscypliny sportowej. Oryginalna pisownia może sprawiać trudności polskiemu odbiorcy. Alternatywna, spolszczona pisownia to czukbol. Ze względu na ciągle małą popularność tej dyscypliny, stosowanie pisowni oryginalnej wydaje się uzasadnione, ponieważ ułatwia jednoznaczne określenie dyscypliny, której dotyczy.